# Franklin Gutiérrez (escritor)
Franklin Gutiérrez (Santiago de los Caballeros, 25 de enero de 1951) Figura notable de las letras dominicanas. Es un escritor y educador dominicano que ha incursionado en los géneros ensayo, poesía, cuento y crítica liteararia. Sus investigaciones en el área de la  antropología funeraria son únicas en República Dominicana y, probablemente, en el resto del Caribe. Se licenció en Educación y Letras en la Universidad Autónoma de Santo Domingo, en 1975. Tiene una maestría y un doctorado en Literatura Hispanoamericana y Caribeña, ambos de The City University of New York.  Sus ensayos críticos, artículos de investigación, cuentos y poemas han aparecido en enciclopedias, suplementos, revistas y antologías literarias dominicanas y extranjeras. Es profesor de Lengua Española y Literatura  latinoamericana en The City University of New York (recinto York College) desde 1988.   
En 2000 su libro Enriquillo: radiografía de un héroe galvaniano obtuvo el Premio Nacional de Ensayo otorgado por la Secretaría de Estado de Educación y Cultura de República Dominicana. En 2005 sus aportes a la cultura y la literatura dominicanas fueron reconocidos con el más alto honor que concede el Estado dominicano a los ciudadanos notables del país: la orden de los padres de la patria: Duarte, Sánchez y Mella, en el grado de Comendador. En 2008 recibió el premio Personalidad Cultural Dominicana, otorgado por la Secretaría de Estado de Cultura de República Dominicana. Su poema "Helen" fue incluido (2010) en The Norton Anthology of Latino Literature. En 2009 una calle de la Plaza de la Cultura, en Santo Domingo, fue bautizada con su nombre. En el 2011 el Ministerio de Cultura de la República Dominicana junto al Comisionado Dominicano de Cultura en los Estados Unidos, le dedicaron la V Feria del Libro Dominicano en Nueva York. En 2014 recibió el premio de investigación bibliográfica José Toribio Medina, con Autores dominicanos de la diáspora y en 2020 el Premio Nacional de Novela, auspiciado por el Ministerio de Cultura de República Dominicana, con la obra El rostro sombrío del sueño americano, una novela que cuenta desde perspectivas no convencionales el tema de la emigración. Es coautor de las obras Enciclopedia Ilustrada de República Dominicana y Enciclopedia del Español en los Estados Unidos. Los temas de su campo de estudio (diccionarios biobibliográficos y terminológicos; estudios funerarios relacionados con la vida de centenares de escritores e historiadores; biografías literarias de autores; estudios historiográficos sobre literatura, etc.) lo convierten en un investigador literario muy acucioso. En ese sentido, sus aportes a la literatura dominicana son significativos y de alta demanda.   

## Obras publicadas
- ''Canto a mi pueblo sufrido' (poesía, 1973)
- ''Hojas de octubre'' (poesía, 1982)
- ''Niveles del imán'' (antología de poetas dominicanos en New York, 1983)
- ''Inriri'' (poesía, 1984)
- ''Helen'' (poesía, 1986)
- ''Reflexiones acerca de la literatura latinoamericana'' (ensayo, 1986)
- ''Aproximaciones a la narrativa de Juan Bosch'' (ensayo, 1987)
- ''Seis historias casi falsas'''' (cuento, 1993)
- ''Historias de Washington Heights y otros rincones del mundo'' (antología de cuentos, 1994) [En colaboración con Daisy Cocco De Filippis]
- ''Antología histórica de la poesía dominicana del siglo XX'' (Antología de poesía, 1995)
- ''Enriquillo: radiografía de un héroe galvaniano'' (ensayo, 1999)
- ''Evas terrenales: biobibliografías de 150 autoras dominicana' (Bibliografía, 2000)
- ''Literatura dominicana en los Estados Unidos''. (Ensayo, 2001 [con Daisy Cocco De Filippis]
- ''33 historiadores dominicanos'' (Biobibliografía, 2002)
- ''Palabras de ida y vuelta'' (ensayo, 2002)
- Diccionario de la literatura dominicana'' (Bibliografía, 2004)
- ''El canal de la delicia (novela, 2009)
- ''Diasporando'' (ensayo, 2011)
- ''De Cementerios, Varones y Tumbas (Ensayo, 2012)
- ''Autores dominicanos de la diáspora: apuntes biobibliográficos 1092-2102 (Bibliografía, 2013)
- ''Las tumbas de los Trujillo (ensayo, 2016)
- ''El rostro sombrío del sueño americano (novela, 2019)
- ''Manuel de Jesús Galván: vaivenes de una existencia revuelta (Ensayo, 2020)
- ''Muertos imperecederos (Crónicas, 2022)
- ''Gran diccionario de la literatura dominicana (Diccionario, 2023.
- ''Relación de 40 ediciones de Enriquillo, en diferentes idiomas y países (Ensayo, 2023)